# Monopis nepheloscopa
Monopis nepheloscopa är en fjärilsart som beskrevs av Edward Meyrick 1928. Monopis nepheloscopa ingår i släktet Monopis och familjen äkta malar. Inga underarter finns listade i Catalogue of Life.